# カツオドリ

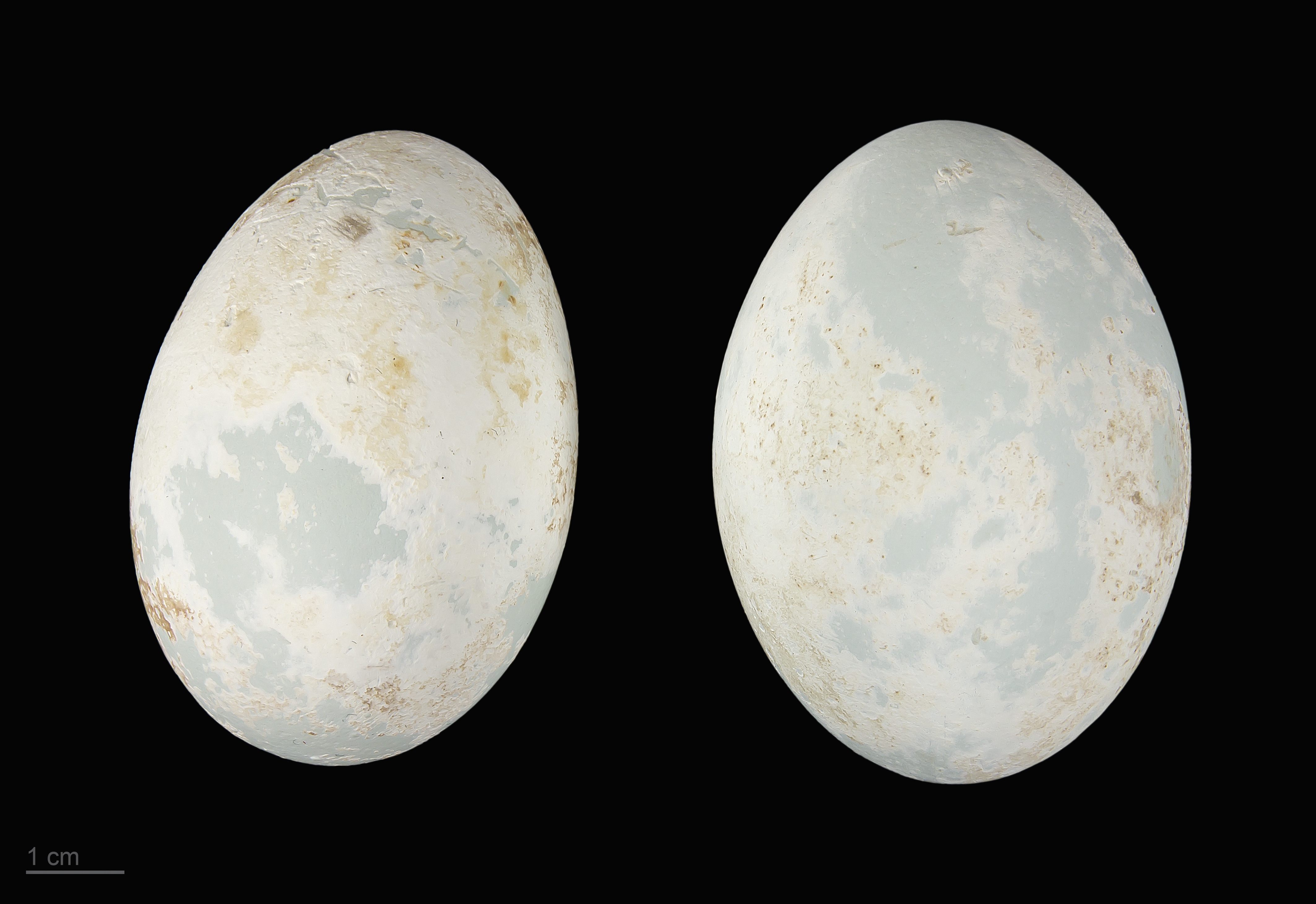
Sula leucogaster

カツオドリ（鰹鳥、Sula leucogaster）は、カツオドリ目カツオドリ科カツオドリ属に分類される鳥類。英名のガネット（gannet）で呼ばれることもある。

## 分布
インド洋、太平洋西部及び中東部、カリブ海、南部大西洋
日本では亜種カツオドリが仲御神島、伊豆諸島、硫黄列島、小笠原諸島、草垣群島、尖閣諸島で繁殖する。鹿児島湾での観察記録もあり、2005年5月には兵庫県の瀬戸内海でも観察され、写真も撮影されている。

## 形態
全長64-74センチメートル。翼開張130-150センチメートル。体重1キログラム。全身は黒い褐色の羽毛で被われる。腹部や尾羽基部下面（下尾筒）は白い羽毛で被われる。種小名leucogasterは「白い腹の」の意。翼の色彩も黒褐色だが、人間でいう手首（翼角）より内側の下中雨覆や下大雨覆は白い。
嘴や後肢の色彩は淡黄色。
オスは眼の周囲にある露出した皮膚が青色。メスは眼の周囲にある露出した皮膚が黄色。幼鳥や若鳥は腹部や下尾筒に黒褐色の斑紋が入る。

## 分類
4亜種に分かれるとされる。
- Sula leucogaster　(Boddaert, 1783)
- Sula leucogaster plotus　　カツオドリ - など

## 生態
熱帯や亜熱帯の海洋に生息する。
食性は動物食で、魚類、軟体動物を食べる。空中から水中の獲物を探し、獲物を発見すると急降下して潜水し捕らえる。
繁殖形態は卵生。集団繁殖地（コロニー）を形成し、コロニー内では頸部を左右に振って縄張りを主張する。海岸にある断崖や草原などに枯草や木の枝を組み合わせた皿状の巣を作り、1回に1-2個の卵を産む。雌雄交代で抱卵し、抱卵期間は約43日。雛は孵化してから85-105日で巣立つが、孵化した雛が数日で別の雛を殺すため親鳥は1羽しか育てないことが多い。

## 人間との関係
カツオなどの大型魚類に追われて海面付近に上がってきた小魚を狙い集まることから、漁師からカツオなどの魚群を知らせる鳥とみなされたことが由来。しかし大型魚類に追われた小魚目当てに集まる（魚群を知らせる）のは本種やカツオドリ科の構成種に限らない。実は本種の和名も、元々は魚群を知らせる多くの鳥類に対し、漁民がつけた別称だった。そのため地方の方言によっては本種以外の鳥を指して「カツオドリ」と呼ぶ例があり、一例として小笠原方言ではオナガミズナギドリを「カツオドリ」の名で呼んでいる。
御蔵島ではかつてカツオドリの内臓を発酵させた肉醤が作られた。嘗物の他、明日葉の汁物の味付けにも使われた。
日本では1972年、八重山列島の仲御神島にある繁殖地が、「仲の神島海鳥繁殖地」として国の天然記念物に指定されている。